# 네나 (밴드)
네나(Nena)는 1981년 서베를린에서 결성된 서독의 노이에 도이체 벨레 밴드이다. 1983년과 1984년에 그들의 독일어 노래 "99 Luftballons"(그리고 영어 버전인 "99 Red Balloons")는 전 세계 각국의 싱글 차트에서 1위를 차지했다.